# Bernd Freytag von Loringhoven
Bernd Freytag von Loringhoven (Arensburg, 6 febbraio 1914 – Monaco di Baviera, 27 febbraio 2007) è stato un generale tedesco.
Ufficiale della Wehrmacht durante la seconda guerra mondiale, partecipò come comandante di unità corazzate alla battaglia di Stalingrado e nel 1945 fu presente come aiutante di campo nel bunker di Berlino di Adolf Hitler fino agli ultimi giorni del Terzo Reich. Dopo la guerra ha raggiunto il grado di tenente generale della Bundeswehr.

## Biografia
Nel novembre 1934 entrò all'Accademia della Wehrmacht e fu assegnato ad un'unità di cavalleria. Nel 1942 divenne comandante di una compagnia di panzer del II battaglione del Panzerregiment 2, l'unità corazzata della 16. Panzer-Division facente parte, come elemento di punta, della 6. Armee del generale Friedrich Paulus in marcia verso Stalingrado. Freytag von Loringhoven guidò i suoi carri armati durante la grande avanzata dal Don al Volga e fu la sua unità che raggiunse per prima la periferia settentrionale di Stalingrado il 23 agosto 1942.
Nel 1943 fu evacuato da Stalingrado. Dal 23 luglio 1944 entra nel quartier generale del Führer. Fu uno degli occupanti del Bunker della cancelleria di Adolf Hitler ed uno dei pochi superstiti della stessa, da cui riuscì a fuggire il 29 aprile, venendo catturato e poi rilasciato nel 1948. Nel 1956 si unì all'esercito tedesco (Bundeswehr), ricevendo la carica di generale dell'esercito. Freytag von Loringhoven fu uno degli ultimi testimoni viventi degli ultimi giorni nel Bunker di Hitler, e nel 2006 pubblicò la sua biografia con il titolo di Con Hitler nel bunker - ricordi del quartier generale del Führer luglio 1944 - aprile 1945. Bernd Freytag von Loringhoven morì di cause naturali il 27 febbraio 2007 a Monaco di Baviera.